# Eurovision Song Contest
Der Eurovision Song Contest (ESC, wörtlich „Eurovisions-Liederwettbewerb“; bis 2001 in Deutschland unter dem französischen Namen Grand Prix Eurovision de la Chanson, in Österreich Songcontest genannt, offizielle französische Bezeichnung anfangs Grand Prix Eurovision de la Chanson européenne, später Concours Eurovision de la chanson) ist ein Musikwettbewerb für Komponisten und Textdichter. Vorgetragen werden die Beiträge von Gesangsinterpreten.
Seit 1956 wird er jährlich von der Europäischen Rundfunkunion (EBU) im Rahmen der Eurovision veranstaltet. Die Anregung dazu kam vom Sanremo-Festival, das bereits 1951 ins Leben gerufen wurde. Beim ESC sind die Rundfunkanstalten aller Staaten der EBU teilnahmeberechtigt. Dieser gehören mehrheitlich europäische und einige Radio- und Fernsehstationen benachbarter westasiatischer und nordafrikanischer Staaten an. Der ESC erreicht jedes Jahr mehr als 180 Millionen Zuschauer.

## Veranstaltungsmodus
Seit dem Grand Prix Eurovision de la Chanson Européenne 1957 entsendet die in der Regel öffentlich-rechtliche Rundfunkanstalt jedes teilnehmenden Landes ein Lied zum ESC. Der Wettbewerb findet seit 1958 in der Regel im Land des Vorjahressiegers statt; nur wenige Male wurde hiervon abgewichen, zuletzt 2023. Da die Zahl der Teilnehmerländer durch den Beitritt vieler osteuropäischer Länder zur EBU stieg, fand von 2004 bis 2007 eine Vorausscheidung statt. Seit 2008 werden zwei als Halbfinale bezeichnete Vorausscheidungen ausgetragen.
Halbfinale und Finale bestehen aus je zwei Teilen: Im etwa zweistündigen ersten Teil präsentieren die Teilnehmer ihren Beitrag, im zweiten Teil vergeben die Teilnehmerländer ihre Punkte. Im Halbfinale dauert dieser Teil etwa 15 Minuten, da die Finalisten dort in zufälliger Reihenfolge und ohne Verlesen der Einzelwertungen aus den teilnehmenden Ländern bekannt gegeben werden. Im Finale dauert der zweite Teil rund eine Stunde. Die Überleitung von Teil eins zu Teil zwei, somit der Zeitraum, in dem die Zuschauer ihre Stimmen abgeben können, dauert ungefähr 15 Minuten und wird auf der Bühne durch ein Showprogramm, den sogenannten interval act, überbrückt.

## Übersicht der Veranstaltungen

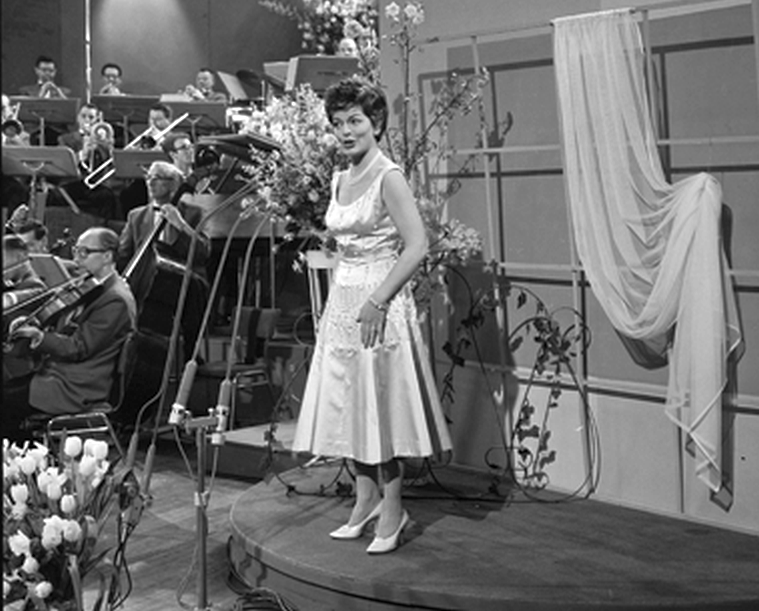
Lys Assia bei der Austragung von 1958 in den Niederlanden

Der Eurovision Song Contest hat seit 1956 insgesamt 69 Mal stattgefunden. Die erste Ausgabe fand 1956 in Lugano in der Schweiz statt; die bislang letzte Ausgabe 2025 in Basel, da im Vorjahr die Schweiz den Titel gewann.
Lediglich in einem Jahr fand seit 1956 kein Wettbewerb statt. So zwang die COVID-19-Pandemie die Veranstalter, den ESC 2020, der planmäßig in den Niederlanden ausgetragen werden sollte, abzusagen.
Eine detaillierte Übersicht aller Veranstaltungen seit 1956 findet sich in der Liste der Sieger und Veranstaltungen.
| Nr. | Jahr   | Ort               | Sieger                                                        | Sieger                                                        | Sieger                                                        |
| Nr. | Jahr   | Ort               | Land                                                          | Interpret                                                     | Titel                                                         |
| --- | ------ | ----------------- | ------------------------------------------------------------- | ------------------------------------------------------------- | ------------------------------------------------------------- |
| 1.  | 1956   | Lugano            | Schweiz                                                       | Lys Assia                                                     | Refrain                                                       |
| 2.  | 1957   | Frankfurt am Main | Niederlande                                                   | Corry Brokken                                                 | Net als toen                                                  |
| 3.  | 1958   | Hilversum         | Frankreich                                                    | André Claveau                                                 | Dors mon amour                                                |
| 4.  | 1959   | Cannes            | Niederlande                                                   | Teddy Scholten                                                | Een beetje                                                    |
| 5.  | 1960   | London            | Frankreich                                                    | Jacqueline Boyer                                              | Tom Pillibi                                                   |
| 6.  | 1961   | Cannes            | Luxemburg                                                     | Jean-Claude Pascal                                            | Nous les amoureux                                             |
| 7.  | 1962   | Luxemburg         | Frankreich                                                    | Isabelle Aubret                                               | Un premier amour                                              |
| 8.  | 1963   | London            | Dänemark                                                      | Grethe & Jørgen Ingmann                                       | Dansevise                                                     |
| 9.  | 1964   | Kopenhagen        | Italien                                                       | Gigliola Cinquetti                                            | Non ho l’età                                                  |
| 10. | 1965   | Neapel            | Luxemburg                                                     | France Gall                                                   | Poupée de cire, poupée de son                                 |
| 11. | 1966   | Luxemburg         | Österreich                                                    | Udo Jürgens                                                   | Merci, Chérie                                                 |
| 12. | 1967   | Wien              | Vereinigtes Königreich                                        | Sandie Shaw                                                   | Puppet on a String                                            |
| 13. | 1968   | London            | Spanien                                                       | Massiel                                                       | La, la, la                                                    |
| 14. | 1969 a | Madrid            | Spanien                                                       | Salomé                                                        | Vivo cantando                                                 |
| 14. | 1969 a | Madrid            | Frankreich                                                    | Frida Boccara                                                 | Un jour, un enfant                                            |
| 14. | 1969 a | Madrid            | Niederlande                                                   | Lenny Kuhr                                                    | De troubadour                                                 |
| 14. | 1969 a | Madrid            | Vereinigtes Königreich                                        | Lulu                                                          | Boom Bang-a-Bang                                              |
| 15. | 1970   | Amsterdam         | Irland                                                        | Dana                                                          | All Kinds of Everything                                       |
| 16. | 1971   | Dublin            | Monaco                                                        | Séverine                                                      | Un banc, un arbre, une rue                                    |
| 17. | 1972   | Edinburgh         | Luxemburg                                                     | Vicky Leandros                                                | Après toi                                                     |
| 18. | 1973   | Luxemburg         | Luxemburg                                                     | Anne-Marie David                                              | Tu te reconnaîtras                                            |
| 19. | 1974   | Brighton          | Schweden                                                      | ABBA                                                          | Waterloo                                                      |
| 20. | 1975   | Stockholm         | Niederlande                                                   | Teach-In                                                      | Ding-a-Dong                                                   |
| 21. | 1976   | Den Haag          | Vereinigtes Königreich                                        | Brotherhood of Man                                            | Save Your Kisses for Me                                       |
| 22. | 1977   | London            | Frankreich                                                    | Marie Myriam                                                  | L’oiseau et l’enfant                                          |
| 23. | 1978   | Paris             | Israel                                                        | Yizhar Cohen & The Alpha-Beta                                 | A-ba-ni-bi                                                    |
| 24. | 1979   | Jerusalem         | Israel                                                        | Gali Atari & Milk and Honey                                   | Hallelujah (הללויה)                                           |
| 25. | 1980   | Den Haag          | Irland                                                        | Johnny Logan                                                  | What’s Another Year                                           |
| 26. | 1981   | Dublin            | Vereinigtes Königreich                                        | Bucks Fizz                                                    | Making Your Mind Up                                           |
| 27. | 1982   | Harrogate         | BR Deutschland                                                | Nicole                                                        | Ein bißchen Frieden                                           |
| 28. | 1983   | München           | Luxemburg                                                     | Corinne Hermès                                                | Si la vie est cadeau                                          |
| 29. | 1984   | Luxemburg         | Schweden                                                      | Herreys                                                       | Diggi-loo Diggi-ley                                           |
| 30. | 1985   | Göteborg          | Norwegen                                                      | Bobbysocks                                                    | La det swinge                                                 |
| 31. | 1986   | Bergen            | Belgien                                                       | Sandra Kim                                                    | J’aime la vie                                                 |
| 32. | 1987   | Brüssel           | Irland                                                        | Johnny Logan                                                  | Hold Me Now                                                   |
| 33. | 1988   | Dublin            | Schweiz                                                       | Céline Dion                                                   | Ne partez pas sans moi                                        |
| 34. | 1989   | Lausanne          | Jugoslawien                                                   | Riva                                                          | Rock Me                                                       |
| 35. | 1990   | Zagreb            | Italien                                                       | Toto Cutugno                                                  | Insieme: 1992                                                 |
| 36. | 1991   | Rom               | Schweden                                                      | Carola                                                        | Fångad av en stormvind                                        |
| 37. | 1992   | Malmö             | Irland                                                        | Linda Martin                                                  | Why Me                                                        |
| 38. | 1993   | Millstreet        | Irland                                                        | Niamh Kavanagh                                                | In Your Eyes                                                  |
| 39. | 1994   | Dublin            | Irland                                                        | Paul Harrington & Charlie McGettigan                          | Rock ’n’ Roll Kids                                            |
| 40. | 1995   | Dublin            | Norwegen                                                      | Secret Garden                                                 | Nocturne                                                      |
| 41. | 1996   | Oslo              | Irland                                                        | Eimear Quinn                                                  | The Voice                                                     |
| 42. | 1997   | Dublin            | Vereinigtes Königreich                                        | Katrina and the Waves                                         | Love Shine a Light                                            |
| 43. | 1998   | Birmingham        | Israel                                                        | Dana International                                            | Diva                                                          |
| 44. | 1999   | Jerusalem         | Schweden                                                      | Charlotte Nilsson                                             | Take Me to Your Heaven                                        |
| 45. | 2000   | Stockholm         | Dänemark                                                      | Olsen Brothers                                                | Fly on the Wings of Love                                      |
| 46. | 2001   | Kopenhagen        | Estland                                                       | Tanel Padar, Dave Benton & 2XL                                | Everybody                                                     |
| 47. | 2002   | Tallinn           | Lettland                                                      | Marie N                                                       | I Wanna                                                       |
| 48. | 2003   | Riga              | Türkei                                                        | Sertab Erener                                                 | Everyway that I Can                                           |
| 49. | 2004   | Istanbul          | Ukraine                                                       | Ruslana                                                       | Wild Dances                                                   |
| 50. | 2005   | Kiew              | Griechenland                                                  | Elena Paparizou                                               | My Number One                                                 |
| 51. | 2006   | Athen             | Finnland                                                      | Lordi                                                         | Hard Rock Hallelujah                                          |
| 52. | 2007   | Helsinki          | Serbien                                                       | Marija Šerifović                                              | Molitva                                                       |
| 53. | 2008   | Belgrad           | Russland                                                      | Dima Bilan                                                    | Believe                                                       |
| 54. | 2009   | Moskau            | Norwegen                                                      | Alexander Rybak                                               | Fairytale                                                     |
| 55. | 2010   | Oslo              | Deutschland                                                   | Lena                                                          | Satellite                                                     |
| 56. | 2011   | Düsseldorf        | Aserbaidschan                                                 | Ell & Nikki                                                   | Running Scared                                                |
| 57. | 2012   | Baku              | Schweden                                                      | Loreen                                                        | Euphoria                                                      |
| 58. | 2013   | Malmö             | Dänemark                                                      | Emmelie de Forest                                             | Only Teardrops                                                |
| 59. | 2014   | Kopenhagen        | Österreich                                                    | Conchita Wurst                                                | Rise Like a Phoenix                                           |
| 60. | 2015   | Wien              | Schweden                                                      | Måns Zelmerlöw                                                | Heroes                                                        |
| 61. | 2016   | Stockholm         | Ukraine                                                       | Jamala                                                        | 1944                                                          |
| 62. | 2017   | Kiew              | Portugal                                                      | Salvador Sobral                                               | Amar pelos dois                                               |
| 63. | 2018   | Lissabon          | Israel                                                        | Netta                                                         | Toy                                                           |
| 64. | 2019   | Tel Aviv          | Niederlande                                                   | Duncan Laurence                                               | Arcade                                                        |
|     | 2020   | Rotterdam         | Der Wettbewerb wurde aufgrund der COVID-19-Pandemie abgesagt. | Der Wettbewerb wurde aufgrund der COVID-19-Pandemie abgesagt. | Der Wettbewerb wurde aufgrund der COVID-19-Pandemie abgesagt. |
| 65. | 2021   | Rotterdam         | Italien                                                       | Måneskin                                                      | Zitti e buoni                                                 |
| 66. | 2022   | Turin             | Ukraine                                                       | Kalush Orchestra                                              | Stefania                                                      |
| 67. | 2023   | Liverpool         | Schweden                                                      | Loreen                                                        | Tattoo                                                        |
| 68. | 2024   | Malmö             | Schweiz                                                       | Nemo                                                          | The Code                                                      |
| 69. | 2025   | Basel             | Österreich                                                    | JJ                                                            | Wasted Love                                                   |
| 70. | 2026   | Wien              |                                                               |                                                               |                                                               |

 Austragungsort nicht im Land des Vorjahressiegers

## Geschichte

### Idee
Die Idee zum Grand Prix Eurovision de la Chanson Européenne kam 1955 von Marcel Bezençon, dem Generaldirektor der Schweizerischen Rundfunkgesellschaft (SRG) und Vorsitzenden der Programmkommission der Europäischen Rundfunkunion (EBU). Während einer Konferenz der Programmkommission Ende Januar 1955 in Monaco trug er die Idee zu einem europäischen Schlagerwettstreit nach dem Vorbild des Sanremo-Festivals vor. Am 19. Oktober 1955 beschloss die Generalversammlung der EBU die Veranstaltung eines Grand Prix Eurovision de la Chanson Européenne durchzuführen. Die erste Ausgabe fand 1956 in Lugano statt. Die Produktion und Übertragung des Anlasses über das sich erst im Aufbau befindliche europäische Richtfunknetz stellte die noch junge Eurovision vor große Herausforderungen.
Zu Ehren des Erfinders wird seit 2002 jährlich während des Eurovision Song Contests der Marcel-Bezençon-Preis für das beste Lied, die beste künstlerische Darbietung und die beste Komposition (jeweils gewählt von akkreditierten Journalisten, den Kommentatoren und den teilnehmenden Komponisten) verliehen.

### Teilnehmende Länder

Länder, die mindestens einmal teilgenommen haben
Länder, die bisher als Teil eines anderen Landes teilgenommen haben, aber nie als souveräner Staat
Länder, die EBU-Mitglied sind, aber bisher noch nicht teilgenommen haben
Länder, die teilnehmen sollten, sich aber kurz vorher zurückgezogen haben

Am ESC teilnahmeberechtigt sind alle Länder, die Mitglied der EBU sind. Dies sind neben den meisten europäischen Ländern auch einige nichteuropäische Länder im Mittelmeerraum. Von den ausschließlich außerhalb Europas liegenden EBU-Mitgliedern haben lange nur Israel und Zypern regelmäßig am ESC teilgenommen, seit den 2000er Jahren zudem Georgien, Armenien und Aserbaidschan. Wegen der Beliebtheit der Show in Australien darf das Land seit 2015 als assoziiertes EBU-Mitglied am ESC teilnehmen.
Jedes EBU-Mitglied hat das Recht auf die Teilnahme am ESC, doch besteht dazu keine Verpflichtung. Dadurch kann sich die Anzahl der Teilnehmer von Jahr zu Jahr ändern. Am ersten Wettbewerb 1956 nahmen sieben Länder mit je zwei Beiträgen teil, der Gastgeber Schweiz sowie die Niederlande, Belgien, die Bundesrepublik Deutschland, Frankreich, Luxemburg und Italien. In den folgenden Jahren zeigten zunehmend mehr Länder Interesse am Wettbewerb. Jugoslawien war EBU-Mitglied und nahm von 1961 bis 1991 als einziges sozialistisches Land regelmäßig teil.
Seit der EBU-Erweiterung ab 1990 können auch die mittel- und osteuropäischen Länder teilnehmen, die zuvor in der Intervision zusammengeschlossen waren. Um dennoch die Dauer der Veranstaltung nicht erheblich zu verlängern, wurde die Zahl der Teilnehmer eingeschränkt, nicht mehr alle Länder konnten jedes Jahr teilnehmen. Im Jahr 1993 gab es einen separaten osteuropäischen Vorentscheid, bei dem sieben osteuropäische Länder um drei Startplätze konkurrierten. Von 1994 an wurde die Teilnehmerzahl auf 25 (im Jahr 1995 auf 23) begrenzt. Die besten 19 Länder qualifizierten sich für das kommende Jahr, die übrigen mussten ein Jahr aussetzen.
1996 wurde aufgrund weiter gestiegener Anmeldezahlen ein neues Verfahren eingeführt. Alle Angemeldeten mit Ausnahme des norwegischen Heimbeitrages mussten sich einer internen Audio-Vorauswahl durch eine Jury stellen. Da der deutsche Beitrag bei dieser Vorauswahl ausschied und Deutschland daraufhin drohte, zur Finanzierung weiterer Veranstaltungen nicht mehr beizutragen, wurde beschlossen, dass die vier, seit 2011 die fünf Mitglieder, die den größten Anteil am EBU-Etat tragen, von 1999 an jährlich teilnehmen dürfen. Damit waren Deutschland, Frankreich, das Vereinigte Königreich und Spanien sowie (seit seiner Rückkehr in den ESC im Jahr 2011) auch Italien unabhängig von ihrer Platzierung im Vorjahr automatisch teilnahmeberechtigt. Diese Länder werden als die großen Fünf (The Big Five, bis 2010 The Big Four) bezeichnet. Seit der Einführung von Vorausscheidungen 2004 bedeutet diese Regelung, dass diese Länder sich nicht einer Vorausscheidung stellen müssen und direkt für das Finale qualifiziert sind. Dieses Sonderrecht wird von einigen teilnehmenden Ländern als „Erkaufen der Finalteilnahme“ kritisiert. Seit 2013 ist diese Regelung ein Grund für die Nicht-Teilnahme der Türkei.
Um wieder jedem Land jährlich die Teilnahme zu ermöglichen, werden seit 2004 Vorausscheidungen ausgetragen, an denen alle aktiven Mitglieder der EBU (bis auf die Big Five) teilnehmen können. Von 2004 bis 2007 wurde eine Vorausscheidung ausgetragen, aus der die zehn Bestplatzierten sowie die Big Four, das ausrichtende Land und die Plätze zwei bis zehn des Vorjahres ins Finale kamen. Seit 2008 finden zwei Vorausscheidungen („Halbfinale“) statt, aus denen sich die jeweils zehn Bestplatzierten neben den Big Four (seit 2011 Big Five) und dem Ausrichter für das Finale qualifizieren. Durch die Aufteilung kulturell, geografisch und sprachlich verwandter Länder auf verschiedene Halbfinale sollen Vorteile innerhalb der Punktevergabe, die durch kulturelle Nähe entstehen können, reduziert werden.
Bis heute haben alle europäischen Staaten außer Liechtenstein und der Vatikanstadt am ESC teilgenommen. Im arabischen Kulturraum sind Marokko, Algerien, Tunesien, Libyen, Ägypten, Jordanien und der Libanon EBU-Mitglieder; davon ist Marokko das einzige Land, das bisher teilnahm (Wettbewerb 1980). Australien trat 2015 laut Aussage der EBU als einmaliger Jubiläumsgast an und war sofort für das Finale qualifiziert. Seit 2016 nimmt Australien als assoziiertes EBU-Mitglied weiter am Wettbewerb teil, muss sich dafür jedoch in einem Semifinale qualifizieren.

### Rückzüge vom ESC
Im Laufe der Zeit entschieden sich einige Länder gegen die Teilnahme am ESC, teils aus Protest gegen die Regularien, teils aus Desinteresse oder wegen anderer Probleme. Einzelne EBU-Mitglieder strebten bereits eine Teilnahme an, haben jedoch noch nie am Wettbewerb teilgenommen. Einige Länder existieren in ihrer früheren politischen Verfasstheit nicht mehr und sind damit aus der EBU ausgeschieden.
Zum Beispiel blieb im Jahr 1969 Österreich dem Wettbewerb in Madrid fern. Formal begründete man dies mit Mangel an geeigneten Künstlern. Gerüchte nannten jedoch einen Protests Österreichs gegen die Franco-Diktatur als wahren Grund. Ein Jahr später nahmen Finnland, Norwegen, Portugal, Schweden und Österreich nicht teil, da sie die Abstimmungsmechanismen kritisierten, die im Vorjahr zu vier punktgleichen Siegern führten.
Für den ESC 2006 zogen Serbien und Montenegro ihren Beitrag zurück, weil es Hinweise auf Unregelmäßigkeiten bei der Abstimmung im nationalen Vorentscheid gab. Beim ESC 2009 in Moskau zog Georgien die Teilnahme zurück, nachdem das georgische Lied We Don’t Wanna Put In als Kritik an Russlands Ministerpräsidenten Putin beanstandet worden war.
Armenien meldete sich im Jahr 2012 zum ESC an, zog aber nach Ende der Anmeldefrist die Teilnahme zurück, da es fürchtete, die armenische Delegation wäre in Aserbaidschan wegen des Bergkarabachkonflikts nicht sicher. 2016 sollte Rumänien teilnehmen und wählte in einer nationalen Vorentscheidung bereits einen Interpreten und ein Lied aus, doch wegen offener Schulden bei der EBU gab diese einige Tage vor dem Finale in Stockholm bekannt, dass Rumänien 2016 disqualifiziert sei.
Für den ESC 2017 in Kiew hatte Russland bereits eine Teilnehmerin bestimmt, doch verweigerten die ukrainischen Behörden ihre Einreise, da sie zuvor auf die von Russland illegal besetzte Halbinsel Krim gereist war. Im Vorfeld des ESC 2021 wurde der belarussische Beitrag Ya nauchu tebya von der Gruppe Galasy ZMesta seitens der EBU disqualifiziert, da der Songtext gegen den nicht-politischen Charakter des Wettbewerbs verstoßen habe. 2025 zog Moldau seine Teilnahme zurück, obwohl der nationale Vorentscheid bereits begonnen hatte.
Tunesien und der Libanon standen 1977 bzw. 2005 kurz vor einer ESC-Teilnahme. Während die Gründe für Tunesiens Absage unklar sind, war die Teilnahme Israels der Grund für die Absage des Libanons. Die folgenden Länder haben auf weitere Teilnahmen verzichtet (Stand August 2025):
| Land                    | bisherige Teilnahmen | Grund und Anmerkung | letztmalige Teilnahme |
| ----------------------- | -------------------- | --- | --------------------- |
| Andorra                 | 06                   | Andorra nahm von 2004 bis 2009 teil und blieb seitdem aus finanziellen Gründen fern. | 2009                  |
| Belarus                 | 16                   | Im Mai 2021 beschloss die EBU, die Mitgliedschaft des belarussischen Staatssenders BTRC in der EBU im Zusammenhang mit der politischen Lage im Land auszusetzen; damit ist eine ESC-Teilnahme von Belarus nicht mehr möglich. | 2019                  |
| Bosnien und Herzegowina | 19                   | Bosnien und Herzegowina nahm von 1993 bis 2012 regelmäßig teil, danach aus finanziellen Gründen nicht mehr. 2016 kehrte das Land dank Sponsorings in den ESC zurück, musste aber bereits im Folgejahr erneut absagen und blieb seither dem ESC fern. Zudem steht der Sender seit 2016 aufgrund ausstehender Zahlungen unter Sanktionen der EBU und ist deshalb von deren Programmen, darunter auch dem ESC, ausgeschlossen. Der Grund dieser Zahlungsunfähigkeit liegt darin, dass RTRS seit 2017 seiner gesetzlichen Pflicht nicht nachkommt, 50 % des Rundfunkbeitrags in der Republika Srpska an BHRT zu überweisen.                                                                                   | 2016                  |
| Bulgarien               | 14                   | Im Oktober 2022 verkündete die öffentlich-rechtliche Rundfunkanstalt Bulgariens, BNT: „Bulgarien wird nicht am ESC 2023 teilnehmen und wahrscheinlich auch nicht an den kommenden Ausgaben. Nach einer Analyse wurde entschieden, dass die Sendung für die Rundfunkanstalt nicht länger von Bedeutung ist.“ | 2022                  |
| Marokko                 | 01                   | Marokko nahm nur einmal, im Jahr 1980, teil und strebt seither keine Teilnahme mehr an. | 1980                  |
| Moldau                  | 19                   | Am 22. Januar 2025 gab Teleradio-Moldova (TRM) überraschend seinen Rückzug vom ESC bekannt. Als Grund nannte der Sender künstlerische, wirtschaftliche und administrative Herausforderungen. | 2024                  |
| Monaco                  | 24                   | Das Fürstentum Monaco war von 1959 an regelmäßig vertreten, siegte 1971, verzichtete jedoch ab 1980 auf die Teilnahme. 2004 kehrte es für drei Jahre zurück. Seit 2007 werden Mängel des Wertungssystems und mangelnde Siegeschancen kritisiert, die eine weitere Teilnahme uninteressant machten. Gerüchte über eine Rückkehr gibt es vermehrt seit dem Start des neuen Senders TVMonaco. | 2006                  |
| Nordmazedonien          | 20                   | Im Oktober 2022 gab MRT bekannt, dass sich Nordmazedonien aufgrund der Wirtschafts- und Energiekrise sowie der mit einer Teilnahme verbundenen hohen Kosten vom ESC zurückziehen werde. | 2022                  |
| Rumänien                | 25                   | Am 25. Januar 2024 gab die rumänische Rundfunkanstalt TVR bekannt, sich aus Kostengründen vom Eurovision Song Contest 2024 zurückzuziehen. Zuvor war die Anmeldefrist für TVR von der EBU erheblich verlängert worden. | 2023                  |
| Russland                | 24                   | Am 25. Februar 2022 wurde Russland auf Betreiben mehrerer EBU-Mitgliedstaaten wegen des russischen Überfalls auf die Ukraine vom ESC 2022 ausgeschlossen. Als Reaktion verließen drei russische Sender, Perwy kanal, WGTRK und Radiozentrum Ostankino, die EBU mit der Begründung, beim Ausschluss Russlands handle es sich um eine unangemessene politische Maßnahme eines Forums, das stets seinen unpolitischen Charakter betont habe. Sie warfen der EBU zudem vor, sich dem Druck der Europäischen Union zu beugen, der aber die meisten EBU-Mitglieder nicht angehörten. Eine erneute Teilnahme Russlands ist wegen des Austritts der russischen Sender aus der EBU bis auf Weiteres nicht möglich. | 2021                  |
| Slowakei                | 08                   | Die Slowakei nahm im Jahr 1993 erstmals teil, zog sich aber 2000 vom Wettbewerb zurück. Von 2009 bis 2012 nahm man, vertreten durch den Sender RTVS, wieder teil. Seit 2013 bleibt die Slowakei aus finanziellen Gründen fern, auch unter dem neuen Sender SVTR. | 2012                  |
| Türkei                  | 34                   | Die Türkei nahm erstmals 1975 teil und war seit 1980 regelmäßig vertreten. Seit 2013 ist sie nicht mehr dabei, da die türkische Rundfunk- und Fernsehanstalt (TRT) mit einigen jüngeren Wettbewerbsregeländerungen wie dem privilegierten Status der westeuropäischen Länder Deutschland, Frankreich, Großbritannien, Spanien und Italien und dem reduzierten Einfluss des Zuschauervotings nicht einverstanden ist. | 2012                  |
| Ungarn                  | 19                   | Ungarn verzichtete seit seinem Debüt im Jahr 1993 mehrmals auf die Teilnahme: 2000 bis 2004, 2006 und 2010. Als Grund wurden finanzielle Schwierigkeiten angeführt. Seit 2020 bleibt die Rundfunkanstalt Magyar Televízió (MTVA) bzw. deren Nachfolger Duna Média aus unbekannten Gründen fern. Regierungskritische Medien und Politiker in Ungarn werfen dem Sender vor, sich aufgrund von Homophobie vom ESC zurückgezogen zu haben, was dieser zurückwies. | 2019                  |

### Nichtteilnahmen anderer Länder
Neben den insgesamt 52 Teilnehmern in der Geschichte des Eurovision Song Contests gibt es auch Staaten, die sich um eine Teilnahme bemühten, jedoch abgelehnt wurden, und es gibt auch EBU-Mitglieder, die noch nie am ESC teilnehmen wollten.

#### EBU-Mitglieder
Insgesamt acht Staaten waren/sind EBU-Mitglieder, haben aber noch nie am ESC teilgenommen. Diese sind:
- Algerien (EPTV, ENRS, TDA)
- Ägypten (ERTU)
- Jordanien (JRTV)
- Libanon (TL)
- Libyen (LNC)
- Tschechoslowakei (CST)
- Tunesien (RTT)
- Vatikanstadt (RV).

Obwohl Algerien, Ägypten, Jordanien, Libanon, Libyen und Tunesien teilnehmen könnten, blieben sie bisher dem Wettbewerb fern. Es wird spekuliert, dass der Grund die Teilnahme Israels sei. Libanon (2005) und Tunesien (1977) zogen jeweils kurzfristig ihre Teilnahme zurück, wobei Libanon bereits zu dem Zeitpunkt des Zurückziehens den Song Quand tout s'enfuit ausgesucht hatte. Der Vatikanstaat könnte über seinen Mitgliedssender Radio Vatikan (RV) teilnehmen, welcher auch ein Gründungsmitglied der EBU war, obwohl RV nur päpstliche Veranstaltungen überträgt und die Einwohnerzahl weniger als 900 beträgt. Bisher hat man sich noch nie um eine Teilnahme bemüht. Nach dem Auflösen der Tschechoslowakei nahmen Tschechien und die Slowakei als separate Länder teil.

#### Andere Staaten und Gebiete
| Land                | Grund und Bemerkungen |
| ------------------- | --- |
| Färöer              | Seit 2010 bemüht sich der färöische Nationalsender Kringvarp Føroya (KVF) immer wieder um eine EBU-Mitgliedschaft, damit Färöer als eigenständiger Staat am Eurovision Song Contest teilnehmen kann. Zuletzt wurden diese Forderungen 2024 laut, nachdem Dänemark beim ESC 2023 durch einen färöischen Künstler, Reiley, vertreten wurde. Als autonomer Landesteil Dänemarks würden die Färöer eine Ausnahmegenehmigung für eine Mitgliedschaft in der EBU bzw. eine Teilnahme am ESC benötigen. |
| Kasachstan          | Kasachstan hat noch nie am Eurovision Song Contest teilgenommen, jedoch wurde es seit 2018 eingeladen, am Junior Eurovision Song Contest teilzunehmen. Die staatliche Fernsehsender Khabar hofft seit 2008 auf eine EBU-Vollmitgliedschaft. Wenn dies geschieht, könnte Kasachstan am Eurovision Song Contest teilnehmen. Ansonsten bestünde nur die Möglichkeit, wie Australien zum Wettbewerb eingeladen zu werden. Dies war bisher nie der Fall. |
| Katar               | 2009 war Qatar Radio (QR) kurzzeitig assoziiertes Mitglied der European Broadcasting Union (EBU). Alle teilnehmenden Länder des Eurovision Song Contests müssen aktive Mitglieder der EBU sein oder eingeladen werden. Da aber kein Sender aus Katar Mitglied der EBU ist, ist es unwahrscheinlich, dass Katar am ESC teilnehmen wird, obwohl sich das Land von 2009 bis 2011 um eine Teilnahme bemühte. |
| Kosovo              | Kosovo hat noch nie als unabhängiger Staat am Eurovision Song Contest teilgenommen. Da Kosovo kein Mitglied der Vereinten Nationen und der kosovarische Sender RTK kein Mitglied der International Telecommunication Union ist, kann RTK keine Vollmitgliedschaft in der EBU beantragen. Nach der Unabhängigkeitserklärung des Kosovo von Serbien im Jahr 2008 beantragte sein Sender Radio Television of Kosovo (RTK) die EBU-Mitgliedschaft und wollte, dass der Kosovo am Eurovision Song Contest 2009 teilnimmt. Ab 2013 hat RTK Beobachterstatus innerhalb der EBU. Dazu nahm Kosovo am Eurovision Young Dancers 2011 teil. Am 16. Mai 2022 erklärte RTK-Generaldirektor Shkumbin Ahmetxhekaj, dass der kosovarische Sender beabsichtige, sich Ende des Jahres um die EBU-Mitgliedschaft zu bewerben, und bestätigte, dass das Kosovo am Eurovision Song Contest teilnehmen könne, falls RTK die EBU-Mitgliedschaft erhalte. Dies war bisher jedoch nicht der Fall. |
| Liechtenstein       | Liechtenstein hat noch nie am Eurovision Song Contest teilgenommen, da das Fürstentum keinen eigenen nationalen Sender hat, welcher Mitglied der EBU ist. Seit den 1970er Jahren gab es Versuche, am ESC teilzunehmen. 1976 wurde der Song My Little Cowboy von Biggi Bachmann als Debütbeitrag des Landes angekündigt, wobei diese Teilnahme von der EBU abgelehnt wurde. Am 15. August 2008 wurde mit 1 FL TV der erste Sender mit dem Hauptsitz in Liechtenstein gegründet. Dies würde es dem Land ermöglichen, zum ersten Mal am Eurovision Song Contest teilzunehmen, falls es sich entscheiden sollte, der EBU beizutreten, was eine Voraussetzung für die Teilnahme am Wettbewerb ist. Seit 2009 versucht der Sender aktiv, EBU-Mitglied zu werden, um beim Eurovision Song Contest teilnehmen zu können. Allerdings wurde bisher noch keine Mitgliedschaft umgesetzt, da man die Unterstützung der liechtensteinischen Regierung bräuchte, um die Kosten für die EBU-Mitgliedschaft und die Zahlung der Teilnahmegebühr für den Wettbewerb tragen zu können. Am 9. August 2022 gab die Geschäftsführerin von 1 FL TV, Sandra Woldt, bekannt, dass man sich nicht mehr um eine EBU-Mitgliedschaft bemühen werde. Man werde sich stattdessen auf die Berichterstattung im eigenen Land konzentrieren. Am 15. Mai 2024 berichtete das Liechtensteiner Vaterland, dass Radio Liechtenstein einen Antrag auf Aufnahme in die EBU gestellt habe. Dies hätte eine Teilnahme grundsätzlich ermöglicht, allerdings setzen die Regeln des Eurovision Song Contest eine Fernsehübertragung voraus. Nachdem Radio Liechtenstein jedoch seinen Betrieb aufgrund einer entsprechenden Volksabstimmung einstellen musste, ist auch hier eine Mitgliedschaft in der EBU nicht möglich. Ein Debüt beim ESC ist somit bis auf weiteres ausgeschlossen. Liechtenstein ist damit das einzige international anerkannte Land Europas, welches nicht Mitglied der EBU ist. |
| England             | Für England, Schottland, Wales und Nordirland ist eine Teilnahme am Eurovision Song Contest aktuell nicht möglich, da diese als Vereinigtes Königreich am ESC teilnehmen. Eine Teilnahme ist dann möglich, wenn das Vereinigte Königreich auf eine Teilnahme verzichtet, so z. B. am Eurovision Choir oder beim Junior Eurovision Song Contest. Die Radiosender, welche die Länder vertreten, sind unter anderem BBC Alba (Schottland) sowie die BBC Cymru Wales und S4C (Wales). |
| Schottland          | Für England, Schottland, Wales und Nordirland ist eine Teilnahme am Eurovision Song Contest aktuell nicht möglich, da diese als Vereinigtes Königreich am ESC teilnehmen. Eine Teilnahme ist dann möglich, wenn das Vereinigte Königreich auf eine Teilnahme verzichtet, so z. B. am Eurovision Choir oder beim Junior Eurovision Song Contest. Die Radiosender, welche die Länder vertreten, sind unter anderem BBC Alba (Schottland) sowie die BBC Cymru Wales und S4C (Wales). |
| Wales               | Für England, Schottland, Wales und Nordirland ist eine Teilnahme am Eurovision Song Contest aktuell nicht möglich, da diese als Vereinigtes Königreich am ESC teilnehmen. Eine Teilnahme ist dann möglich, wenn das Vereinigte Königreich auf eine Teilnahme verzichtet, so z. B. am Eurovision Choir oder beim Junior Eurovision Song Contest. Die Radiosender, welche die Länder vertreten, sind unter anderem BBC Alba (Schottland) sowie die BBC Cymru Wales und S4C (Wales). |
| Nordirland          | Für England, Schottland, Wales und Nordirland ist eine Teilnahme am Eurovision Song Contest aktuell nicht möglich, da diese als Vereinigtes Königreich am ESC teilnehmen. Eine Teilnahme ist dann möglich, wenn das Vereinigte Königreich auf eine Teilnahme verzichtet, so z. B. am Eurovision Choir oder beim Junior Eurovision Song Contest. Die Radiosender, welche die Länder vertreten, sind unter anderem BBC Alba (Schottland) sowie die BBC Cymru Wales und S4C (Wales). |
| Sowjetunion         | Die Sowjetunion hat nie am Eurovision Song Contest teilgenommen, obwohl Ende der 1980er Jahre mehrere Versuche unternommen wurden. Die Russische Sowjetrepublik hatte die Idee ins Spiel gebracht, jedoch wurde die Teilnahme zurückgezogen, da man dachte, dass eine Teilnahme ein zu radikaler Schritt sei. Die Sowjetunion nahm zwar nicht am ESC teil, dafür haben einige Nachfolgestaaten am ESC teilgenommen und sogar gewonnen. |
| Volksrepublik China | Nachdem die Volksrepublik China den Eurovision Song Contest 2015 ausstrahlte, zeigte der chinesische Provinzfernsehsender Hunan TV Interesse an einer Teilnahme am Eurovision Song Contest 2016. Die EBU hatte geantwortet: „Wir sind offen und suchen immer nach neuen Elementen bei jedem Eurovision Song Contest“. Am 3. Juni 2015 wurde bekanntgegeben, dass entgegen anderslautender Gerüchte China nicht am Eurovision Song Contest 2016 teilnehmen werde. Nachdem der chinesische Sender MangoTV beim Eurovision Song Contest 2018 die Beiträge der Schweiz, Albaniens und Irlands aufgrund von Tätowierungen oder einer Darstellung eines homosexuellen Paars nicht ausstrahlte oder zensierte, wurde die Partnerschaft des Senders von Seiten der EBU aufgelöst. Aktuell ist die Volksrepublik China durch zwei assoziierte Mitglieder in der EBU vertreten. |

## Veranstaltungsort
Der Eurovision Song Contest wird seit 1958 im Land des Vorjahressiegers ausgetragen. Da die Regelung der Vergabe an das Siegerland 1956 noch nicht bestand, richtete 1957 die Bundesrepublik Deutschland den Großen Preis der Eurovision in Frankfurt am Main aus.
Sechsmal kam es bisher vor, dass nicht, wie eigentlich vorgesehen, das Siegerland des letztjährigen Wettbewerbs die Veranstaltung ausrichtete, sondern stattdessen ein anderes Land als Veranstalter einsprang. Fünfmal war dies Großbritannien (1960 für die Niederlande, 1963 für Frankreich, 1972 für Monaco, 1974 für Luxemburg und 2023 für die Ukraine) sowie einmal die Niederlande (1980 für Israel).
Der Eurovision Song Contest wurde bisher neunmal in Großbritannien und siebenmal in Irland ausgetragen. Häufigster Austragungsort ist mit sechs Veranstaltungen die irische Hauptstadt Dublin, gefolgt von London und Luxemburg mit je vier Veranstaltungen.
Seit den 2000er Jahren findet der Wettbewerb häufig in großen Arenen statt. So richtete Dänemark beispielsweise den Eurovision Song Contest 2001 im Parken und Deutschland den Eurovision Song Contest 2011 in der Düsseldorf Arena aus. Vor der Jahrtausendwende fand der Eurovision Song Contest häufig in Theatern oder Fernsehstudios statt. So richtete beispielsweise das Point Theatre in Dublin den Wettbewerb dreimal aus. Andererseits gab es in den letzten Jahren häufig auch Austragungsorte, in denen Sitzplätze vorher nicht installiert waren. So richtete die Ukraine den Eurovision Song Contest 2017 beispielsweise in einem Veranstaltungszentrum aus, dem International Exhibition Centre. Auch Israel richtete den Wettbewerb 2019 in einem Veranstaltungszentrum aus, dem Tel Aviv Convention Center. Dänemark richtete den Wettbewerb 2014 sogar in einer alten Schiffswerft, den B&W Hallerne, aus.
In der folgenden Tabelle sind die häufigsten Austragungsorte des Eurovision Song Contests dargestellt:

Länder, die den Eurovision Song Contest ausgerichtet haben
einmal
mehrmals

| Ausgerichtete Wettbewerbe | Land                   | Stadt             | Gebäude                                           | Jahr(e)          |
| ------------------------- | ---------------------- | ----------------- | ------------------------------------------------- | ---------------- |
| 9                         | Vereinigtes Königreich | London            | Royal Festival Hall                               | 1960             |
| 9                         | Vereinigtes Königreich | London            | BBC Television Centre                             | 1963             |
| 9                         | Vereinigtes Königreich | London            | Royal Albert Hall                                 | 1968             |
| 9                         | Vereinigtes Königreich | London            | Wembley Conference Centre                         | 1977             |
| 9                         | Vereinigtes Königreich | Edinburgh         | Usher Hall                                        | 1972             |
| 9                         | Vereinigtes Königreich | Brighton          | Brighton Dome                                     | 1974             |
| 9                         | Vereinigtes Königreich | Harrogate         | Harrogate International Centre                    | 1982             |
| 9                         | Vereinigtes Königreich | Birmingham        | National Indoor Arena                             | 1998             |
| 9                         | Vereinigtes Königreich | Liverpool         | M&S Bank Arena                                    | 2023             |
| 7                         | Irland                 | Dublin            | Gaiety Theatre                                    | 1971             |
| 7                         | Irland                 | Dublin            | Simmonscourt Pavilion in der Royal Dublin Society | 1981, 1988       |
| 7                         | Irland                 | Dublin            | Point Theatre                                     | 1994, 1995, 1997 |
| 7                         | Irland                 | Millstreet        | Green Glens Arena                                 | 1993             |
| 7                         | Schweden               | Stockholm         | St. Eriks Mässan Älvsjö                           | 1975             |
| 7                         | Schweden               | Stockholm         | Ericsson Globe                                    | 2000, 2016       |
| 7                         | Schweden               | Malmö             | Malmö Isstadion                                   | 1992             |
| 7                         | Schweden               | Malmö             | Malmö Arena                                       | 2013, 2024       |
| 7                         | Schweden               | Göteborg          | Scandinavium                                      | 1985             |
| 5                         | Niederlande            | Den Haag          | World Forum                                       | 1976, 1980       |
| 5                         | Niederlande            | Hilversum         | AVRO Studios Hilversum                            | 1958             |
| 5                         | Niederlande            | Amsterdam         | Amsterdam RAI                                     | 1970             |
| 5                         | Niederlande            | Rotterdam         | Ahoy Rotterdam                                    | 2020, 2021       |
| 4                         | Luxemburg              | Luxemburg         | Villa Louvigny                                    | 1962, 1966       |
| 4                         | Luxemburg              | Luxemburg         | Grand Théâtre de la Ville de Luxembourg           | 1973, 1984       |
| 3                         | Dänemark               | Kopenhagen        | Tivolis Koncertsal                                | 1964             |
| 3                         | Dänemark               | Kopenhagen        | Parken                                            | 2001             |
| 3                         | Dänemark               | Kopenhagen        | B&W Hallerne                                      | 2014             |
| 3                         | Deutschland            | Frankfurt am Main | Großer Sendesaal des Hessischen Rundfunks         | 1957             |
| 3                         | Deutschland            | München           | Rudi-Sedlmayer-Halle                              | 1983             |
| 3                         | Deutschland            | Düsseldorf        | Düsseldorf Arena                                  | 2011             |
| 3                         | Frankreich             | Cannes            | Palais des Festivals et des Congrès               | 1959, 1961       |
| 3                         | Frankreich             | Paris             | Palais des congrès de Paris                       | 1978             |
| 3                         | Israel                 | Jerusalem         | International Convention Center Jerusalem         | 1979, 1999       |
| 3                         | Israel                 | Tel Aviv          | Tel Aviv Convention Center                        | 2019             |
| 3                         | Norwegen               | Bergen            | Grieghalle                                        | 1986             |
| 3                         | Norwegen               | Oslo              | Oslo Spektrum                                     | 1996             |
| 3                         | Norwegen               | Oslo              | Telenor Arena                                     | 2010             |
| 3                         | Italien                | Neapel            | Auditorium Rai di Napoli                          | 1965             |
| 3                         | Italien                | Rom               | Studio 15 de Cinecittà                            | 1991             |
| 3                         | Italien                | Turin             | Pala Alpitour                                     | 2022             |
| 3                         | Schweiz                | Lugano            | Teatro Kursaal                                    | 1956             |
| 3                         | Schweiz                | Lausanne          | Palais de Beaulieu                                | 1989             |
| 3                         | Schweiz                | Basel             | St. Jakobshalle                                   | 2025             |
| 3                         | Österreich             | Wien              | Großer Festsaal der Hofburg                       | 1967             |
| 3                         | Österreich             | Wien              | Wiener Stadthalle                                 | 2015, 2026       |
| 2                         | Ukraine                | Kiew              | Sportpalast Kiew                                  | 2005             |
| 2                         | Ukraine                | Kiew              | International Exhibition Centre                   | 2017             |
| 1                         | Aserbaidschan          | Baku              | Baku Crystal Hall                                 | 2012             |
| 1                         | Belgien                | Brüssel           | Palais du Centenaire                              | 1987             |
| 1                         | Estland                | Tallinn           | Saku Suurhall                                     | 2002             |
| 1                         | Finnland               | Helsinki          | Hartwall Arena                                    | 2007             |
| 1                         | Griechenland           | Athen             | OAKA Olympic Indoor Hall                          | 2006             |
| 1                         | Jugoslawien            | Zagreb            | Koncertna dvorana Vatroslava Lisinskog            | 1990             |
| 1                         | Lettland               | Riga              | Skonto Hall                                       | 2003             |
| 1                         | Portugal               | Lissabon          | Altice Arena                                      | 2018             |
| 1                         | Russland               | Moskau            | Olimpijski                                        | 2009             |
| 1                         | Serbien                | Belgrad           | Belgrad-Arena                                     | 2008             |
| 1                         | Spanien                | Madrid            | Teatro Real                                       | 1969             |
| 1                         | Türkei                 | Istanbul          | Abdi İpekçi Arena                                 | 2004             |

### Bezeichnung
Die offizielle Bezeichnung der Veranstaltung lautet seit 1992 Eurovision Song Contest. Die Bezeichnung wurde erstmals 1960 für den fünften Wettbewerb im Vereinigten Königreich verwendet. Insgesamt trugen 41 der bisherigen 61 Veranstaltungen diesen Namen. Seit 1970 wird diese Bezeichnung auch bei der Austragung in nichtenglischsprachigen Ländern verwendet, zuerst in übertragener Form wie Eurovisie Songfestival (nl.), Concours Eurovision de la Chanson (franz.) oder zuletzt 1991 Concorso Eurovisione della Canzone (ital.).
In der deutschen Öffentlichkeit wird für den Songwettbewerb auch der Begriff Grand Prix verwendet, da dies einerseits die Kurzform der Benennung von früheren Veranstaltungen mit Titeln wie Grand Prix Eurovision de la Chanson oder deren Übertragungen ins Italienisch-Spanische (Gran Premio […]) und Deutsche (Großer Preis der Eurovision) ist. Zudem hieß die Auszeichnung, die der Sieger des Wettbewerbs erhielt, bis 2003 Grand Prix (zuletzt: Grand Prix of the 2003 Eurovision Song Contest). Seit 2004 ist der Begriff Grand Prix gänzlich aus dem Regelwerk verschwunden.

### Motto
Seit 2002 wird der ESC jedes Jahr durch ein Motto untermalt. Es wird ein begleitendes Logo entworfen, das aus wenigen sowie prägnanten Worten auf Englisch besteht und teilweise auch Schriftzeichen enthält, wie beispielsweise das Hashtag 2014. Einzig 2009 verzichtete Russland ohne Angabe von Gründen auf ein Motto. Folgende Mottos wurden seit 2002 verwendet:
| Jahr                                  | Gastgeber              | Motto                 | Übersetzung (inoffiziell)     |
| ------------------------------------- | ---------------------- | --------------------- | ----------------------------- |
| 2002                                  | Estland                | A Modern Fairytale    | Ein modernes Märchen          |
| 2003                                  | Lettland               | Magical Rendezvous    | Magisches Rendezvous          |
| 2004                                  | Türkei                 | Under the Same Sky    | Unter demselben Himmel        |
| 2005                                  | Ukraine                | Awakening             | Erwachen                      |
| 2006                                  | Griechenland           | Feel the Rhythm!      | Fühle den Rhythmus            |
| 2007                                  | Finnland               | True Fantasy          | Echte Fantasie                |
| 2008                                  | Serbien                | Confluence of Sound   | Zusammenfluss von Klang       |
| 2009                                  | Russland               | –                     | –                             |
| 2010                                  | Norwegen               | Share the Moment      | Teile den Moment              |
| 2011                                  | Deutschland            | Feel Your Heart Beat! | Fühl' dein/euer Herz schlagen |
| 2012                                  | Aserbaidschan          | Light Your Fire!      | Entzünde(t) dein/euer Feuer   |
| 2013                                  | Schweden               | We Are One            | Wir sind eins                 |
| 2014                                  | Dänemark               | #JoinUs               | #Schließe dich uns an         |
| 2015                                  | Österreich             | Building Bridges      | Brücken bauen                 |
| 2016                                  | Schweden               | Come Together         | Kommt zusammen                |
| 2017                                  | Ukraine                | Celebrate Diversity   | Vielfalt feiern               |
| 2018                                  | Portugal               | All Aboard!           | Alle an Bord!                 |
| 2019                                  | Israel                 | Dare To Dream!        | Trau dich zu träumen!         |
| 2020                                  | Niederlande            | Open Up               | Öffne Dich                    |
| 2021                                  | Niederlande            | Open Up               | Öffne Dich                    |
| 2022                                  | Italien                | The Sound of Beauty   | Der Klang der Schönheit       |
| 2023                                  | Vereinigtes Königreich | United by Music       | Vereint durch Musik           |
| United by Music als permanentes Motto |                        |                       |                               |

Nach dem ESC 2023 entschied man, das Motto United by Music bei allen folgenden Wettbewerben beizubehalten.

### Logo

Das alte Logo – hier im Jahr 2014 – das von 2004 bis 2014 genutzt wurde

Das Eurovision-Song-Contest-Logo mit herzförmigem „V“ in der Mitte, in das stets die Flagge des Gastgeberlandes eingefügt wird, existiert seit dem Jahr 2004, als eine Corporate Identity für den Eurovision Song Contest eingeführt wurde. Zuvor hatte jedes Gastgeberland ein individuelles Logo für die Veranstaltung entworfen. Von 2004 bis 2014 war das Logo in Pinselstrich-Design gehalten. 2015 entschied sich die EBU, zum 60-jährigen Jubiläum das Logo leicht anzupassen. Seither ist das Logo klarer gestaltet und von glatten Konturen geprägt. 2025 wurde das Logo erneut überarbeitet. Die markanteste Veränderung ist die deutliche Verkleinerung des E in Eurovision.

### Moderatoren
Der Wettbewerb 1956 war der bislang einzige, bei dem ein einzelner Mann durch den Abend führte. In den Folgejahren waren es immer Moderatorinnen, bis 1978 in Paris erstmals ein Mann und eine Frau gemeinsam Gastgeber waren. Diesem Beispiel folgte Israel 1979. Von 1980 bis 1987, 1993 und 1995 waren es dann wieder einzelne Frauen; von 1988 bis 1992, 1994 sowie von 1996 bis 2009 wurde, mit der Ausnahme von 1999, wieder ein Zweiergespann aus einem Mann und einer Frau eingesetzt. 2009 gab es allerdings die Besonderheit, dass es ein unterschiedliches Gespann aus Moderatoren für die beiden Halbfinale und für das Finale gab. 1999, 2010, 2011 und 2012 führten zwei Moderatorinnen und ein Moderator durch die Veranstaltung. 2013 wurde die Veranstaltung wieder von einer einzelnen Moderatorin präsentiert. 2014 und 2022 wurde der Wettbewerb gemeinsam von einer Moderatorin und zwei Moderatoren präsentiert. 2015 führten erstmals drei Moderatorinnen durch die Veranstaltung, während 2016 wieder ein Zweiergespann aus Mann und Frau eingesetzt wurde. 2017 präsentierten dann zum ersten und bisher einzigen Mal drei Moderatoren den Wettbewerb. 2018 hingegen moderierten erstmals vier Moderatorinnen den Wettbewerb. 2019 entschied man sich für zwei Moderatoren und zwei Moderatorinnen.
Gelegentlich haben auch ehemalige Wettbewerbsteilnehmer durch den Abend geführt: 1976 Corry Brokken, 1979 Jardena Arasi, 1985 Lill Lindfors, 1986 Åse Kleveland, 1991 Gigliola Cinquetti und Toto Cutugno, 1999 Dafna Dekel, 2003 Marie N und Renārs Kaupers, 2006 Sakis Rouvas, 2008 Željko Joksimović, 2009 Alsou, 2011 Stefan Raab, 2012 Eldar Qasımov, 2013 Eric Saade (Green Room), 2015 Conchita Wurst (Green Room), 2016 Måns Zelmerlöw, 2021 Edsilia Rombley, 2025 Sandra Studer.

## Teilnahmebedingungen für Interpret und Lied
Nach der aktuellen Fassung der Regeln gilt:
- Die Interpreten müssen mindestens 16 Jahre alt sein. (diese Regel gilt seit 1990)[56]
- Jeder Interpret darf in einem Jahr nur für ein Land antreten.
- Es dürfen höchstens sechs Personen auf der Bühne mitwirken.
- Das Lied muss live gesungen werden, ausgenommen des Begleitgesangs
- Lied oder Auftritt dürfen keine politische Botschaft enthalten oder dem Image des Liederwettbewerbs schaden.
- Lied oder Auftritt dürfen kein Fluchen und keine Werbung enthalten.
- Beim Auftritt dürfen keine Tiere mitwirken.
- Die Lieder dürfen frühestens am 1. September des Vorjahres veröffentlicht werden (diese Regel gilt seit dem 1. September 2010).[57][58]
- Es muss sich um einen Originalsong handeln, darf also keine Coverversion eines älteren Liedes sein.
- Die Länge des Beitrags darf maximal drei Minuten betragen.
- Die Instrumental-Musik wird als Playback eingespielt. Zum letzten Mal wurde den Interpreten 1998 die Möglichkeit geboten, sich durch ein Orchester live begleiten zu lassen.
- Die Zahl der teilnehmenden Länder ist auf 44 begrenzt, im Finale auf 26. b

## Nationale Vorentscheidungen
Jedem Land steht es frei, wie es seinen Vertreter für den Eurovision Song Contest auswählt. Meist geschieht dies in Form von nationalen Vorentscheidungen, bei denen mehrere Künstler gegeneinander antreten. Während in früheren Jahren meist eine Jury den Teilnehmer wählte, geschieht dies zunehmend über eine Telefonabstimmung (engl.: Televoting). Viele Länder nutzen dazu auch das Abstimmungssystem, das beim Contest selbst benutzt wird: zu 50 % wählt die Jury und zu 50 % wählt das Televoting den Beitrag aus. Andere Länder verzichten auf eine Vorentscheidung und wählen ihren Beitrag intern aus.
Bisher hat fast jedes Land, das je am Song Contest teilgenommen hat, eine nationale Vorentscheidung veranstaltet. Lediglich Marokko und Monaco hielten nie eine Vorentscheidung ab.

### Belgien
In Belgien wechseln sich der wallonische Sender RTBF und der flämische Sender VRT jährlich mit der Auswahl des belgischen Beitrags aus. In der Vergangenheit wurden dabei hauptsächlich Vorentscheidungen verwendet, wobei in den letzten Jahren vermehrt die Beiträge intern ausgewählt wurden. RTBF wählte dabei in den Jahren 1956, 1964, 1990, 2003, 2007, 2009 sowie seit 2015 ihren Beitrag intern aus. VRT nutzte lediglich 1985, 2018 sowie 2020/21 eine interne Auswahl. Meist veranstaltet VRT die Vorentscheidung unter dem Titel Eurosong.

### Deutschland
Deutschland wählte den Großteil seiner Beiträge über eine nationale Vorentscheidung aus. Die deutsche Vorentscheidung hieß von 2010 bis 2019 und 2023 Unser Lied/Star/Song für … (ergänzt durch die jeweilige Stadt, in der der Song Contest im betreffenden Jahr stattfand). 2004, 2005 und 2022 trug sie den Titel Germany 12 Points!. Außerdem gab es 2014 und 2015 ein Clubkonzert, bei dem der Gewinner eine Wildcard für die Vorentscheidung erhielt. Intern wurde der Beitrag 1959, von 1966 bis 1968, 1974, 1977, 1993 bis 1995, 2009, 2020 und 2021 ausgewählt. 2025 fand der Vorentscheid Chefsache ESC 2025 – Wer singt für Deutschland? als Vierteiler in Kooperation mit RTL statt.

### Luxemburg
Luxemburg wählte nahezu alle seine Beiträge intern aus. Lediglich in den Jahren 1976 und 1978 fand eine Vorentscheidung sowohl für Lied als auch Interpret statt. 1989 und 1992 wurden die Interpreten vom Sender intern ausgewählt, die Lieder über einen nationalen Vorentscheid bestimmt. Seit der Rückkehr 2024 hält man wieder einen nationalen Vorentscheid ab.

### Österreich
Österreich wählte den Großteil seiner Beiträge intern aus. Von 1981 bis 1984, 1990 bis 1991, 1993 bis 1994, 2002 bis 2005, 2011 bis 2013, 2015, 2016 fand eine nationale Vorentscheidung statt. 2026 soll erstmals nach 10 Jahren wieder eine nationale Vorentscheidung stattfinden.

### Schweiz
Der Großteil der Schweizer Beiträge wurde über die Vorentscheidung Concours Eurovision ermittelt. Diese fand zuletzt 2004 statt und wurde 2011 von der Sendung Die Grosse Entscheidungsshow abgelöst. Diese Vorentscheidung fand bis 2018 statt, von 1969 bis 1971, 1980, 1994 bis 1997 sowie von 2005 bis 2010 wurde auf eine Vorentscheidung verzichtet. Seit 2019 bestimmt das Land seinen Beitrag intern.

### Andere Länder
Folgende Formen der Auswahl nutzen die anderen teilnehmenden Länder (Stand: 7. August 2025):
| Land                   | Sender    | Nationale Vorentscheidung          |
| ---------------------- | --------- | ---------------------------------- |
| Albanien               | RTSH      | Festivali i Këngës                 |
| Armenien               | ARMTV     | Depi Jewratessil                   |
| Aserbaidschan          | İTV       | interne Auswahl                    |
| Australien             | SBS       | interne Auswahl                    |
| Dänemark               | DR        | Dansk Melodi Grand Prix            |
| Estland                | ERR       | Eesti Laul                         |
| Finnland               | Yle       | Uuden Musiikin Kilpailu            |
| Frankreich             | France TV | interne Auswahl                    |
| Georgien               | GPB       | interne Auswahl                    |
| Griechenland           | ERT       | Ethnikos Telikos                   |
| Irland                 | RTÉ       | Eurosong Late Late Show Special    |
| Island                 | RÚV       | Söngvakeppnin                      |
| Israel                 | Kan       | HaKokhav HaBa (Interpret)          |
| Israel                 | Kan       | interne Auswahl (Lied)             |
| Italien                | Rai       | Sanremo-Festival                   |
| Kroatien               | HRT       | Dora                               |
| Lettland               | LTV       | Supernova                          |
| Litauen                | LRT       | Eurovizija.LT                      |
| Malta                  | PBS       | Malta Eurovision Song Contest      |
| Montenegro             | RTCG      | Montesong                          |
| Niederlande            | AVROTROS  | interne Auswahl                    |
| Norwegen               | NRK       | Melodi Grand Prix                  |
| Polen                  | TVP       | Wielki Finał Polskich Kwalifikacji |
| Portugal               | RTP       | Festival da Canção                 |
| San Marino             | SMRTV     | San Marino Song Contest            |
| Schweden               | SVT       | Melodifestivalen                   |
| Serbien                | RTS       | Pesma za Evroviziju                |
| Slowenien              | RTV SLO   | Evrovizijska Melodija              |
| Spanien                | RTVE      | Benidorm Fest                      |
| Tschechien             | ČT        | interne Auswahl                    |
| Ukraine                | UA:PBC    | Widbir                             |
| Vereinigtes Königreich | BBC       | interne Auswahl                    |
| Zypern                 | CyBC      | interne Auswahl                    |

Mit einer oder mehreren Vorrunden und einem Finale verlaufen die Shows in Albanien, Estland, Italien, Litauen, Norwegen, Portugal und Schweden. Das Festivali i Këngës in Albanien und das Sanremo-Festival in Italien wurden nicht extra für den ESC konzipiert. In beiden Formaten wird dem Sieger die ESC-Teilnahme angeboten, in Italien kann er dies ablehnen.
Die Niederlande veranstalteten früher immer eine Vorentscheidung zur Bestimmung des Beitrags. Lediglich 1961, 1980 und 2008 wurde der Beitrag intern bestimmt. Seit 2013 wählen die Niederlande alle Beiträge intern aus. In Russland wurde bis zum Ausschluss des Landes wegen des Überfalls auf die Ukraine 2022 die Auswahl jährlich abwechselnd von den Sendern Perwy kanal und Rossija 1 getroffen.

## Punktevergabe und Abstimmungsverfahren
Über die Jahre hat sich das Wertungssystem des Eurovision Song Contest immer wieder verändert. Grundsätzlich gelten jedoch seit 1957 folgende Regeln:
- Für den Beitrag des eigenen Landes dürfen keine Punkte vergeben werden.
- Gewonnen hat der Beitrag mit den insgesamt meisten Punkten.

### Bisherige Wertungsmodi
Bis 1997 wurde die Punktevergabe ausschließlich durch eine Jury bestimmt. Beim ersten ESC mit veröffentlichtem Abstimmungsergebnis (1957) kam folgender Modus zum Einsatz: In jeder Landesjury saßen zehn Mitglieder, jedes Mitglied konnte für seinen Favoriten einen Punkt abgeben. Dieser Modus wurde von 1957 bis 1961, 1967 bis 1970 sowie im Jahr 1974 genutzt.
1962 vergaben die Landesjurys drei Punkte an den besten Titel, zwei Punkte an den zweitbesten und einen Punkt an den drittbesten Titel. Dieser Modus wurde 1963 auf fünf Punkte für den erstplatzierten und folgend erweitert. 1964 wurde ein neuer Modus eingeführt: Jeder Juror bewertet jedes Land, daraus entsteht eine Liste. An den besten Titel wurden fünf Punkte, an den zweitplatzierten drei und an den drittplatzierten ein Punkt vergeben. Sollte nur ein Titel nominiert sein, bekommt dieser alle neun Punkte, sollten es zwei sein, bekommt der erste sechs und der zweitplatzierte Titel drei Punkte.
Da es seit 1962 regelmäßig null Punkte, 1962 bis 1965 sogar vier pro Jahr, gab und wegen der Unzufriedenheit mit dem Wertungssystem von 1957, das 1969 für vier Sieger gesorgt hatte, wurde 1971 ein neuer Modus eingeführt. Jedes Land entsendet zwei Juroren, die für jedes Lied zwischen einen und fünf Punkte geben konnten, sodass die erreichten Punktzahlen erstmals über 100 Punkte steigen konnten.
1975 wurde schließlich der Wertungsmodus eingeführt, der bis heute in seinen Grundzügen zur Anwendung kommt. Jedes Teilnehmerland vergibt Punkte an die zehn besten Titel. Das beste Lied erhält 12, für das zweitbeste werden 10 und für die verbliebenen acht besten Titel absteigend 8 bis 1 Punkte vergeben. Von 1975 bis 1979 wurden die Punkte nach Startreihenfolge verlesen, in den Folgejahren dann aufsteigend.
Bis 1996 bestand die Jury pro Land aus 16 Personen – acht Experten und acht musikinteressierte Laien, die zudem aus verschiedenen Generationen und Geschlechtern sein mussten, um ein objektives Ergebnis zu gewährleisten. Von 1975 bis einschließlich 1993 wurde die Wertung per Telefonschaltung durchgegeben. Seit 1994 gibt es eine Videoschaltung, in der die Punktesprecher zu sehen sind.
1997 wurde in Deutschland, Schweden, Österreich, der Schweiz und dem Vereinigten Königreich zum ersten Mal das Televoting getestet, das beim Publikum auf große Begeisterung stieß. Schon 1998 wurde die Jury durch das neue Wertungssystem abgelöst. Nur wenige Länder, wie Russland und Ungarn, wo es aus technischen Gründen nicht möglich war, führten das Televoting erst etwas später ein. Die Publikumsstimmen wurden ins „douze points“-System übertragen und so vergeben.
2006 wurde die Bekanntgabe der Punkte angepasst. Um die Prozedur, aufgrund der seit 2004 deutlich höheren Teilnehmerzahl, zu straffen, wird die Wertung seitdem teilweise automatisch eingeblendet. Bis 2015 wurden die Punkte von eins bis sieben bereits bei der Begrüßung des verbundenen Landes eingeblendet und nur die Punkte 8, 10 und 12 wurden vom Punktesprecher verlesen. Seit 2016 wird lediglich noch die Höchstwertung der Jurys von 12 Punkten angesagt.
Zwischen 2009 und 2015 wurden die Punktzahlen, die jedes Land vergibt, zu 50 % durch Telefonabstimmung und zu 50 % durch eine fünfköpfige Jury bestimmt.

### Aktuelles Abstimmungsverfahren
In den beiden Halbfinale sind in erster Linie die teilnehmenden Länder Stimmberechtigt. Zudem sind jedem Halbfinale drei, bereits für das Finale qualifizierte, Länder zugelost, welche dort ebenfalls abstimmen können. Zudem können seit 2023 Zuseher aus Ländern, welche nicht am Wettbewerb teilnehmen, über eine Online App abstimmen. Seit 2013 können Fernsehzuschauer auch mit einer Mobile App abstimmen. Die Anwendung zeigt Informationen zum aktuellen Geschehen beim Eurovision Song Contest an, die Stimmabgabe erfolgt direkt aus der Mobile App per SMS. In den Halbfinale stimmt seit 2023 ausschließlich das Publikum ab.
Im Finale wiederum können alle Länder abstimmen, also auch jene die im Halbfinale ausgeschieden sind. Seit 2016 vergibt jedes Land zwei getrennte Punktesätze, einer aus den Ergebnissen der Jury, der andere aus den Ergebnissen der Telefonabstimmung. Jeder Punktesatz besteht aus den Punkten 1 bis 8, 10 und 12, die an die besten zehn Lieder vergeben werden. Zuerst werden die Ergebnisse der Jurys verkündet, wobei die Ergebnisse pro Land vorgestellt werden. Der zugeschaltete nationale Fernsehsprecher liest die Nation mit der höchsten Punktzahl vor, die anderen Punkte wurden zuvor bereits eingeblendet. Die Reihenfolge ist zufällig, wobei seit 2016 mit dem Gastgeberland des Vorjahres begonnen wird und mit dem aktuellen Gastgeber die Punktevergabe der Jurys abgeschlossen wird.
Die Punkte der Telefonabstimmung aus den Ländern werden addiert und diese Gesamtpunktzahl von den Moderatoren der Sendung verkündet. Dabei erfolgte bis 2018 das Vorlesen in der Reihenfolge der erhaltenen Punkte, sodass das Land mit den meisten Zuschauerstimmen seine Punktzahl erst zum Schluss erfuhr. Seit 2019 basiert die vorgelesene Reihenfolge auf der Platzierung nach Ende des Juryvotings. So erhielt 2019 die norwegische Band KEiiNO vom Publikum die Höchstpunktzahl im von 291 Punkten inmitten der Abstimmung, weil die Jury nur 40 Punkte an den Beitrag vergab und sie damit im Mittelfeld platziert waren.
Tritt kurzfristig ein Problem auf, das die Ermittlung per Telefonabstimmung verhindert, so werden die Punkte durch einen Schnitt von Ländern, die in den vergangenen Jahren ähnlich abgestimmt haben, vergeben. Dies gilt auch für eine Disqualifikation des Juryergebnisses.

### Regelungen bei Punktgleichheit
In den Anfangsjahren gab es keine Regelungen wie bei einem Punktegleichstand zu verfahren sei. Dies führte neben dem damals gültigen Abstimmungsmodus 1969 dazu, dass vier Länder (Spanien, Vereinigtes Königreich, Niederlande, Frankreich) punktgleich an der Spitze lagen und zu gleichberechtigten Siegern ernannt wurden. Daraufhin wurde beschlossen, dass bei Punktegleichheit noch einmal eine Abstimmung der übrigen Länder (mit Ausnahme der zu beurteilenden) erfolgen sollte. Sollte dann immer noch kein Sieger feststehen, so würden eben zwei oder mehr Sieger gekürt.
In den nachfolgenden Jahren wurde diese Regel dahingehend geändert, das zuerst die Anzahl der 12-Punkte-Wertungen, bei Gleichheit die Anzahl der 10-Punkte-Wertungen und so folgend bewertet. Dieser Katalog von Regelungen fand bisher einmal zur Bestimmung des Siegers Anwendung, nämlich beim ESC 1991, als die Schwedin Carola („Fångad av en stormvind“) mehr 10-Punkte-Wertungen erhalten hatte als die punktgleiche Französin Amina („Le dernier qui a parlé“) und zur Siegerin erklärt wurde. Diese Regel galt bis ins Jahr 2007 und wurde auch nur im Fall einer Punktegleichheit auf Platz 1 im Finale bzw. Platz 10 in der Vorrunde bzw. in den Halbfinale angewandt.
Ab 2008 wurden die Regeln für Punktegleichstand auf alle Platzierungen angewandt. Auch wurde nun festgelegt das in erster Linie die Anzahl der von denen der jeweilige Teilnehmer Punkte erhalten hat entscheidend sein soll. Erst dann werden die Höchstwertungen als Kriterium herangezogen.
Seit der Teilung des Jury- und Televotings im Jahr 2016 gilt das wenn zwei oder mehr Teilnehmer am Ende die gleiche Punktanzahl haben zunächst die höhere Anzahl an Televotingpunkten und erst dann die Anzahl der Länder, von denen die jeweiligen Teilnehmer Punkte im Televoting erhalten haben ausschlaggebend ist. Lässt sich dadurch keine eindeutige Rangfolge erstellen, wird die Anzahl der an die entsprechenden Teilnehmer vergebenen Höchstwertungen im Televoting berücksichtigt. Für den Fall, dass sich durch den Vergleich sämtlicher Einzelwertungen kein Unterschied ergibt, werden die betroffenen Länder nach der Reihenfolge der Startnummern platziert.
Letzteres war bisher nur einmal der Fall, im Jahr 2015 als Österreich und Deutschland jeweils 0 Punkte erhielten.

### Kritik am Wertungssystem, Reformdiskussionen und Neuregelungen
In der öffentlichen Debatte wurde des Öfteren angemerkt, dass einige Länder innerhalb desselben Kulturraums sich während der Abstimmung gegenseitig begünstigten. Unmut über als ungerecht empfundene Punkteverteilungen wird seit Beginn der Veranstaltung geäußert, unabhängig davon ob die Abstimmung per Jury, per Publikumsvoting oder in einem Mischformat erfolgte. Vor allem politische Tendenzen und Boykotts wurden bemängelt, die nur noch einen untergeordneten Punkt in der Kritik einnehmen.
Im Jahr 2008 reagierte die Europäische Rundfunkunion (EBU) mit einer Reform: Es wurden zwei Halbfinale eingeführt, deren Zusammensetzung per Los entschieden wurde. Alle Länder durften nur in dem Halbfinale abstimmen, in dem sie selbst teilnahmen. Für das Finale qualifizierten sich die neun Bestplatzierten sowie ein Beitrag, der von einer Backup-Jury ausgewählt wurde.
Ein Jahr später wurde das Abstimmungsverfahren grundlegend verändert. Neben dem Publikum erhielt nun auch eine nationale Jury, bestehend aus musikaffinen Mitgliedern, gleichberechtigtes Stimmrecht. Die EBU begründete dies mit den zunehmenden Abweichungen zwischen Jury- und Publikumsergebnissen. Zudem sollte so auch im Falle technischer Pannen eine reibungslose Punktevergabe gewährleistet werden. Kritiker sahen darin jedoch eine Reaktion auf die schlechten Platzierungen westlicher Länder, insbesondere der finanzstarken „Big Five“. Es wurde der Vorwurf laut, kulturelle Unterschiede im Musikgeschmack würden durch das neue System unterdrückt. 2010 wurde diese Reform auch auf die Halbfinale übernommen. Zudem wurde die Abstimmungszeit verlängert – von Beginn des ersten Liedes bis 15 Minuten nach dem letzten Beitrag. Diese Änderung wurde jedoch bereits 2012 wieder zurückgenommen, da diese Möglichkeit vom Publikum nur bedingt wahrgenommen wurde.
2013 erfolgte die nächste Reform, dieses Mal betraf sie die Berechnung der Gesamtwertung: Während die beiden Wertungen aus einem Land bisher erst in das bekannte Punkteschema von 12 bis 1 (und 16-mal „0“ bei 26 Beiträgen im Finale) umgerechnet und diese Punkte dann addiert wurden, werden nun die Positionen in der Reihenfolge von 1 bis 26 addiert, um die Gesamtrangfolge zu bestimmen. Dies führt dazu, dass ein Beitrag, der bei der Jury oder dem Publikum sehr weit hinten liegt, auch durch eine Topwertung der anderen Abstimmenden nicht mehr zu Punkten kommt. Beim Finale 2014 bekam beispielsweise Russland die meisten Stimmen der Zuschauer aus Montenegro; da die Jury Russland aber nur auf Platz 23 bewertete, bekam Russland keine Punkte aus Montenegro. Andererseits wurde der Beitrag aus Armenien von der Jury fast einheitlich auf Platz 1 gesetzt, vom Televoting aber auf Platz 10, im Mittel ergab das Platz 2 und 10 Punkte.
Seit 2014 werden aus Transparenzgründen die genauen Rankings aller Jurymitglieder, des gesamten Jury-Votums sowie die Platzierungen im Televoting eines jeden Landes auf der offiziellen Webseite direkt im Anschluss an das Finale veröffentlicht. Dabei wurden auch alle detaillierten Ergebnisse der beiden Semi-Finalrunden angegeben. Da die georgischen Jurymitglieder einstimmig dieselben Länder auf Platz 1–8 in den jeweiligen Rankings des Finales gelistet hatten, wurden diese Wertungen annulliert und allein das Televoting gezählt. Es ergaben sich jedoch keinerlei Strafen bezüglich der Teilnahme Georgiens beim ESC 2015.
Die bisher weitreichendsten Veränderungen erfolgten in den Jahren 2016 und 2018. 2016 wurden das Jury- und das Televoting "entkoppelt". Ziel war es, mit der neuen Regelung die Spannung zu erhöhen und außerdem zu verhindern, dass sich Jury- und Telefonwertung gegenseitig aufheben. 2018 wurde das Jurybewertungssystem weiterentwickelt. Statt eines linearen Durchschnitts wurde ein exponentielles Modell eingeführt, bei dem die oberen Platzierungen stärker gewichtet wurden. Ziel war es, den Einfluss einzelner stark abweichender Bewertungen zu minimieren und eine gerechtere Gesamtwertung zu ermöglichen.
2023 wurden nach 13 Jahren die Jurys wieder aus den Halbfinals entfernt. Dieser Schritt erfolgte, nachdem im Vorjahr die Ergebnisse von sechs Jurys (Aserbaidschan, Georgien, Montenegro, Polen, San Marino und Rumänien) für ungültig erklärt worden waren, da der Verdacht von Absprachen bestand.  Zudem wurde für Zuschauer in nicht teilnehmenden Ländern eine neue Online-Voting-Möglichkeit geschaffen, deren kombinierte Stimmen werden genauso viel zählen wie die eines teilnehmenden Landes.

## Preisvergabe und -zuerkennung
Der dem Interpreten des siegreichen Titels überreichte Preis (Trophäe) wird an den Songschreiber des Songs weitergereicht, in dessen Besitz er letztendlich auch verbleibt, da der Eurovision Song Contest von der Grundidee her ein reiner Komponisten- und Textdichter-Wettbewerb ist. Der Interpret selbst wird nicht bedacht. Ihm bleibt lediglich der gesteigerte Bekanntheitsgrad, den er für den Aufbau der eigenen Karriere nutzen kann.

## Eurovision Song Contestals Karrierestart
Der Eurovision Song Contest machte im Laufe der Jahre einige Interpreten zu internationalen Stars, die bis zum Zeitpunkt ihres Auftritts noch nahezu unbekannt waren.
Dies trifft in besonderem Maße auf die schwedische Popgruppe ABBA zu, die 1974 mit dem Song Waterloo den Wettbewerb gewann. Auch die franko-kanadische Sängerin Céline Dion wurde durch ihre Teilnahme am Eurovision Song Contest 1988, bei dem sie für die Schweiz startete und mit Ne partez pas sans moi siegte, in Europa bekannt. Die Belgierin Lara Fabian (später durch I will love again zu Charts-Ehren gelangt) tat beim ESC für Luxemburg ihren ersten internationalen Schritt. Ebenfalls durch den ESC zu Weltruhm gelangt ist die irische Folkloregruppe Riverdance, die 1994 als Pausenfüller auftrat.

### Bekanntheit ist kein Erfolgsgarant
Die Teilnahme eines international bereits bekannten Interpreten ist kein Garant für den Gewinn des Titels im Wettbewerb.
Cliff Richard erreichte mit Congratulations 1968 den zweiten und mit Power to All Our Friends 1973 den dritten Platz. Anschließend waren diese Titel in den Verkaufshitparaden höher platziert als die jeweiligen Eurovisionsgewinner.
Olivia Newton-John hatte international bereits etliche Hits gehabt und im März 1974 einen Grammy als beste Country-Sängerin erhalten. Als sie im April desselben Jahres auf die Eurovisionsbühne trat, erreichte ihr Lied nur einen vierten Platz.
1977 ging mit Silver Convention für Deutschland eine zu jener Zeit international sehr erfolgreiche Gruppe an den Start. Sie hatte wie Boney M. mit Hit-Produktionen im Discosound („Munich Sound“) von Deutschland aus 1976 weltweit die Charts erobert. Trotz hervorragender Wettquoten sowie mit den Millionensellern Fly Robin Fly und Get Up And Boogie im Rücken kam das Damentrio mit dem Titel Telegram nur auf Rang acht.
Auch Ricchi e Poveri aus Italien oder Baccara aus Spanien (beide 1978) erreichten nicht das Siegertreppchen, ebenso wie Matia Bazar (1979). Alan Sorrenti (1980), Alice und Franco Battiato (1984) oder Al Bano & Romina Power (1976 und 1985), alle Interpreten aus Italien konnten sich in den frühen 1980er Jahren trotz der Italo-Pop-Welle in vielen Ländern Europas nicht durchsetzen. Das international erfolgreiche russische Duo t.A.T.u. belegte den dritten Platz beim Eurovision Song Contest 2003 mit Ne wer, ne boisja. Die estnische Band Vanilla Ninja kam 2005 für die Schweiz mit Cool Vibes nicht über Rang 8 hinaus. Die spanische Band Las Ketchup landete zwar im Sommer 2002 mit dem Ketchup-Song einen europaweiten Nummer-eins-Hit, kam aber beim ESC 2006 mit Un Blodymary nur auf Platz 21. Kate Ryan scheiterte 2006 für Belgien bereits im Halbfinale, ebenso DJ BoBo 2007 für die Schweiz.
Auch die erfolgreiche Popgruppe No Angels war mit Disappear 2008 in Serbien wenig erfolgreich. Zuvor wurden sie allerdings mit nur einem Prozentpunkt vor Carolin Fortenbacher (Hinterm Ozean) in der deutschen Vorentscheidung zum Finalteilnehmer gewählt. Beim Song Contest selbst erreichten sie Platz 23 von 25, wobei sie zusammen mit Platz 24 (Polen, Isis Gee – For Life) und 25 (Vereinigtes Königreich, Andy Abraham – Even If) mit jeweils 14 Punkten die letzten drei Plätze belegten.
2013 war mit Cascada für Deutschland auch eine in Europa sehr bekannte Gruppe am Start, schlussendlich landete sie mit ihrem Lied Glorious aber nur auf Platz 21. Ähnlich erging es der britischen Sängerin Bonnie Tyler, die auf dem 19. Rang landete. 2021 erreichte der US-amerikanische Rapper Flo Rida für San Marino nur Platz 22.

## Zuschauerzahlen (seit 2013)
Seit 2013 gibt die EBU kurz nach dem Wettbewerb bekannt, wie viele Zuschauer die Sendung im jeweiligen Jahr erreicht hat. Dabei gibt sie die Gesamtanzahl der Zuschauer an, die die drei Sendungen im jeweiligen Jahr verfolgt haben. Ebenso wird jedes Jahr der Marktanteil des Finales bekannt gegeben.
| Jahr | Gesamtzahl der Zuschauer | Vgl. Vj.  | Marktanteil (nur Finale) | Vgl. Vj. |
| ---- | ------------------------ | --------- | ------------------------ | -------- |
| 2013 | 170 Mio.                 |           | 38,3 %                   |          |
| 2014 | 195 Mio.                 | +25 Mio   | 37,3 %                   | −1,0 %   |
| 2015 | 197 Mio.                 | 0+2 Mio.  | 39,6 %                   | +2,3 %   |
| 2016 | 204 Mio.                 | 0+6 Mio.  | 36,3 %                   | −3,3 %   |
| 2017 | 182 Mio.                 | −22 Mio.  | 36,3 %                   | ±0,0 %   |
| 2018 | 186 Mio.                 | 0+4 Mio.  | 35,8 %                   | −0,5 %   |
| 2019 | 182 Mio.                 | 0−4 Mio.  | 36,7 %                   | +0,9 %   |
| 2021 | 183 Mio.                 | 0+1 Mio.  | 40,5 %                   | +3,8 %   |
| 2022 | 161 Mio.                 | 0−22 Mio. | 43,3 %                   | +2,8 %   |
| 2023 | 162 Mio.                 | 0+1 Mio.  | 40,9 %                   | −2,4 %   |
| 2024 | 163 Mio.                 | +1 Mio.   | 46,7 %                   | +5,8 %   |
| 2025 | 170 Mio.                 | +7 Mio.   |                          |          |

## Auszeichnungen
2016 erhielt der Eurovision Song Contest die Karlsmedaille für europäische Medien.

## Finanzierung
Nach einem schlechten Abschneiden beim Wettbewerb kommt es häufig zu der Forderung, dass das Land und damit die zuständige Rundfunkanstalt sich zurückziehen sollte. Als Argument wird dabei angeführt, dass der Sender sein Geld besser anders investieren könnte. In Deutschland wird im Zusammenhang mit dem Eurovision Song Contest auch oft von Beitrags- oder Gebührenverschwendung gesprochen. Teilweise steht der Vorwurf im Raum, dass Deutschland als Big5-Mitglied viel bezahle, aber dafür teils keine Entlohnung findet im Wettbewerb, sondern andere Länder sich Punkte zuschieben und Deutschland am Ende leer ausgeht. Tatsächlich finanziert sich der Wettbewerb aber neben Sponsoren über eine Teilnahmegebühr. Diese ist gekoppelt an der Reichweite und dem Nutzungsgrad von Eurovisionsangeboten (also auch von Nachrichtenbildern und Sportübertragungen). Diesen Faktoren ist dann pro Land ein Punktewert zugeordnet. Auf Basis dieser Punktewerte werden die Gesamtkosten für Gemeinschaftsproduktionen auf die einzelnen Teilnehmerstaaten umgelegt. Bei der Finanzierung des ESC stellt die EBU dem austragenden Land einen Sockelbetrag von rund fünf Millionen Euro. Diese Summe finanzieren die den Wettbewerb übertragenden Länder dann als Teilnahmegebühr anteilig per Umlage. Beispiele für die Teilnahmegebühr pro Jahr sind in folgender Tabelle aufgelistet:
| Jahr | Land         | Teilnahmegebühr |
| ---- | ------------ | --------------- |
| 2023 | Deutschland  | 473.000 €       |
| 2021 | Deutschland  | 396.452 €       |
| 2019 | Deutschland  | 405.100 €       |
| 2018 | Deutschland  | 400.800 €       |
| 2017 | Deutschland  | 380.000 €       |
| 2016 | Niederlande  | 250.000 €       |
| 2015 | Deutschland  | 363.500 €       |
| 2015 | Spanien      | 356.000 €       |
| 2014 | Rumänien     | 130.000 €       |
| 2013 | Irland       | 70.000 €        |
| 2012 | Griechenland | 120.000 €       |
| 2012 | Montenegro   | 23.000 €        |
| 2010 | Malta        | 80.000 €        |

Im Vergleich zu anderen Unterhaltungs- oder Sportsendungen ist der Eurovision Song Contest damit verhältnismäßig günstig. Laut einer Rechnung der Seite eurovision-spain.com kostete eine Sendeminute vom ESC 2015 der spanischen Rundfunkanstalt RTVE 791 €. Eine Sendeminute eines Spieles bei der Fußball-Europameisterschaft 2016 kostete dagegen 21.600 €. Durch die Finanzierung über alle jeglichen Teilnehmerländer eines Jahres ist die Sendung und der damit verbundene Unterhaltungswert, den ein Land alleine nicht jedes Jahr stemmen könnte, laut ARD-Unterhaltungskoordinator Thomas Schreiber sehr hoch.

## Rezeption als queere Veranstaltung
Der Eurovision Song Contest ist in der LGBT-Szene sehr beliebt; schwule Männer waren spätestens seit den 1980er Jahren maßgeblich am Aufbau der Fangemeinde des Musikwettbewerbs und dem dazugehörigen Verein Organisation générale des amateurs de l’Eurovision (OGAE) beteiligt. Dabei stand und steht neben der europäischen Vielfalt eine queere Aneignung des Wettbewerbs im Vordergrund. Die Kitschästhetik des Wettbewerbs wird dabei als absichtlich übertriebene und künstliche Ästhetik des Camp interpretiert und in dieser Aneignung als Basis einer queeren, subversiven Identität gefeiert.
Seit den späten 1990er Jahren wird der queere Subtext der Veranstaltung verstärkt sichtbar: Nachdem mit dem Isländer Páll Óskar 1997 erstmals ein offen schwuler Künstler aufgetreten war, gewann 1998 die transgeschlechtliche israelische Sängerin Dana International, 2014 die österreichische Dragqueen Conchita Wurst, 2024 die nicht-binäre Person Nemo aus der Schweiz und 2025 der queere Sänger Johannes Pietsch aus Österreich. Die Kulturwissenschaftlerin Jessica Carniel stellt fest, die moderne Eurovision-Tradition biete dem queeren Publikum eine wichtige Gelegenheit, ein Zugehörigkeitsgefühl zu Europa zu erleben.

## Executive Supervisor
Soweit bekannt leiteten bisher elf Personen als Executive Supervisor die Shows.
- 1956–1957:  Rolf Liebermann[95][96]
- 1958–1963: N.N.
- 1964–1965:  Miroslav Vilček
- 1966–1977:  Clifford Brown
- 1978–1992:  Frank Naef
- 1993–1995:  Christian Clausen
- 1996:  Christine Marchal-Ortiz
- 1997:  Marie-Claire Vionnet
- 1998–2002:  Christine Marchal-Ortiz
- 2003:  Sarah Yuen
- 2004–2010:  Svante Stockselius
- 2011–2020:  Jon Ola Sand
- 2021–2025:  Martin Österdahl[97]

## Jubiläen

### 25-Jahr-Jubiläum
1981 fand zum ersten Mal eine Jubiläumsshow für den Eurovision Song Contest statt. Unter dem Titel Songs of Europe fand am 22. August 1981 in Mysen ein Konzert statt bei dem fast alle Gewinner des Eurovision Song Contests bis zu diesem Zeitpunkt auftraten und ihren Siegertitel vortrugen. Moderiert wurde die Veranstaltung von Rolf Kirkvaag und Titten Tei, einer Marionette. Jene Künstler die nicht live auftraten wurden durch Videoeinspielungen ihrer Auftritte ersetzt.
Folgende Künstler nahmen daran teil:
| Jahr | Interpret                     | Lied                          |
| ---- | ----------------------------- | ----------------------------- |
| 1956 | Lys Assia                     | Refrain                       |
| 1957 | Corry Brokken                 | Net als toen                  |
| 1958 | André Claveau                 | Dors mon amour                |
| 1959 | Teddy Scholten                | Een beetje                    |
| 1960 | Jacqueline Boyer              | Tom Pillibi                   |
| 1961 | Jean-Claude Pascal            | Nous les amoureux             |
| 1962 | Isabelle Aubret               | Un premier amour              |
| 1963 | Grethe & Jørgen Ingmann       | Dansevise                     |
| 1964 | Gigliola Cinquetti            | Non ho l’età                  |
| 1965 | France Gall                   | Poupée de cire, poupée de son |
| 1966 | Udo Jürgens                   | Merci, Chérie                 |
| 1967 | Sandie Shaw                   | Puppet on a String            |
| 1968 | Massiel                       | La, la, la                    |
| 1969 | Salomé                        | Vivo cantando                 |
| 1969 | Frida Boccara                 | Un jour, un enfant            |
| 1969 | Lenny Kuhr                    | De troubadour                 |
| 1969 | Lulu                          | Boom Bang-a-Bang              |
| 1970 | Dana                          | All Kinds of Everything       |
| 1971 | Séverine                      | Un banc, un arbre, une rue    |
| 1972 | Vicky Leandros                | Après toi                     |
| 1973 | Anne-Marie David              | Tu te reconnaîtras            |
| 1974 | ABBA                          | Waterloo                      |
| 1975 | Teach-In                      | Ding-a-Dong                   |
| 1976 | Brotherhood of Man            | Save Your Kisses for Me       |
| 1977 | Marie Myriam                  | L’oiseau et l’enfant          |
| 1978 | Yizhar Cohen & The Alpha-Beta | A-ba-ni-bi                    |
| 1979 | Gali Atari & Milk and Honey   | Hallelujah (הללויה)           |
| 1980 | Johnny Logan                  | What’s Another Year           |
| 1981 | Bucks Fizz                    | Making Your Mind Up           |

 Künstler trat nicht live auf

### 50-Jahr-Jubiläum
Am 22. Oktober 2005 fand in Kopenhagen eine Jubiläumsshow mit dem Titel Congratulations (deutsch: „Herzlichen Glückwunsch“) statt. Damit wurde das 50-Jahr-Jubiläum des Eurovision Song Contests gefeiert. Das Ziel der Show war, das beste Lied des Grand Prix unter allen Titeln, die jemals teilgenommen haben, zu ermitteln. Auf der offiziellen Internetsite eurovision.tv konnte jeder seine Stimme für seinen Lieblingstitel des ESC abgeben. Die zehn Lieder mit den meisten Stimmen kamen ins Semifinale. Zusätzlich wählte eine Jury der Europäischen Rundfunkunion vier weitere Titel ins Halbfinale. Im Halbfinale wurden per Telefonvoting die fünf besten Lieder ermittelt. Im zweiten Durchgang, also dem Finale, wurde durch ein weiteres Telefonvoting die Platzierung dieser fünf Lieder festgelegt.
Moderiert wurde die Show von der britischen ESC-Siegerin Katrina Leskanich (Katrina and the Waves, ESC-Sieg 1997 mit Love Shine a Light) und dem lettischen Eurovision Song Contest-Drittplatzierten Renars Kaupers (Brainstorm, ESC-Teilnahme 2000 mit My Star). Die Sendung wurde in Deutschland vom WDR und vom SWR, in Österreich von ORF 2, und in der Schweiz von SF 1 übertragen.
Dabei kam es zu folgendem Ergebnis:
| Platz | Jahr | Land                   | Interpret          | Titel                           |
| ----- | ---- | ---------------------- | ------------------ | ------------------------------- |
| 1.    | 1974 | Schweden               | ABBA               | Waterloo                        |
| 2.    | 1958 | Italien                | Domenico Modugno   | Nel blu dipinto di blu (Volare) |
| 3.    | 1987 | Irland                 | Johnny Logan       | Hold Me Now                     |
| 4.    | 2005 | Griechenland           | Elena Paparizou    | My Number One                   |
| 5.    | 1976 | Vereinigtes Königreich | Brotherhood of Man | Save Your Kisses for Me         |
| 6.    | 2000 | Dänemark               | Olsen Brothers     | Fly on the Wings of Love        |
| 7.    | 1982 | Deutschland            | Nicole             | Ein bißchen Frieden             |
| 8.    | 1968 | Vereinigtes Königreich | Cliff Richard      | Congratulations                 |
| 9.    | 2003 | Türkei                 | Sertab Erener      | Everyway that I Can             |
| 10.   | 1988 | Schweiz                | Céline Dion        | Ne partez pas sans moi          |
| 11.   | 1973 | Spanien                | Mocedades          | Eres tú                         |
| 12.   | 1980 | Irland                 | Johnny Logan       | What’s Another Year             |
| 13.   | 1998 | Israel                 | Dana International | Diva                            |
| 14.   | 1965 | Luxemburg              | France Gall        | Poupée de cire, poupée de son   |

### 60-Jahr-Jubiläum
Zum 60-Jahr-Jubiläum wurde von der BBC am 31. März 2015 im Londoner Hammersmith Apollo die Veranstaltung Eurovision Song Contest’s Greatest Hits organisiert. Moderiert wurde die Show von Graham Norton und Petra Mede. Die Veranstaltung wurde aufgezeichnet und bis zum Contest in verschiedenen Ländern ausgestrahlt.
Es traten folgende Interpreten auf:
| • Anne-Marie David (Gewinnerin 1973, Teilnehmerin 1979)     | • Brotherhood of Man (Gewinner 1976)          |
| • Johnny Logan (Gewinner 1980, 1987 und als Komponist 1992) | • Nicole (Gewinnerin 1982)                    |
| • Herrey’s (Gewinner 1984)                                  | • Bobbysocks (Gewinner 1985)                  |
| • Dana International (Gewinnerin 1998, Teilnehmerin 2011)   | • Olsen Brothers (Gewinner 2000)              |
| • Natasha Saint-Pier (Teilnehmerin 2001)                    | • Rosa López (Teilnehmerin 2002)              |
| • Lordi (Gewinner 2006)                                     | • Dima Bilan (Teilnehmer 2006, Gewinner 2008) |
| • Loreen (Gewinnerin 2012, 2023)                            | • Emmelie de Forest (Gewinnerin 2013)         |
| • Conchita Wurst (Gewinnerin 2014)                          | • Riverdance (Interval act 1994)              |

## Ähnliche Veranstaltungen

### Ableger innerhalb der EBU
Seit 2003 wird der jährliche Junior Eurovision Song Contest ausgetragen. 2007 und 2008 gab es zudem den Eurovision Dance Contest. Weitere Veranstaltungen, die vom Song Contest inspiriert wurden, sind die beiden im Zweijahresrhythmus stattfindenden Wettbewerbe Eurovision Young Musicians und der bis 2017 stattfindenden Eurovision Young Dancers. 2017 wurde mit dem Eurovision Choir ein weiterer Wettbewerb eingeführt, der bisher 2017 und 2019 stattfand.

### Ableger außerhalb der EBU
Zwischen 1977 und 1980 fand der Intervision-Liederwettbewerb als Alternativveranstaltung der Intervision statt.
Die Organisation Türksoy richtete mit dem Türkvizyon Song Contest ebenfalls einen Wettbewerb dieser Art für Länder und Regionen mit Turksprachen und Turkvölkern.
Die Asia-Pacific Broadcasting Union (ABU) veranstaltet mit den ABU Song Festivals eine auf dem ESC basierende Reihe Veranstaltungen in Südostasien. Zwischenzeitlich war ein Eurovision Asia Song Contest in Kooperation zwischen der EBU und der ABU geplant, jedoch wurde dieses Projekt nicht weiter verfolgt.
Stefan Raab, mehrfach Teilnehmer als Komponist und Interpret für Deutschland am Eurovision Song Contest zeichnete sich sogar für zwei Ableger verantwortlich: Einerseits den Bundesvision Song Contest, welcher zwischen 2005 und 2015 stattfand, als auch den Free European Song Contest in den Jahren 2020 und 2021.
2022 fand ein American Song Contest statt, dieser wurde jedoch Mangels Erfolg nicht fortgesetzt. Zudem wurden ein Eurovision Song Contest Canada und ein Eurovision Song Contest Latin America angekündigt. Die Idee Eurovision Canada wurde jedoch im Mai 2025 vom verantwortlichen Sender CBC Television als zu teuer verworfen.